# Championnat du Panama de football 2004
Navigation
Saison précédente Saison suivante
Le championnat ANAPROF 2004 est la dix-septième édition de la première division panaméenne.
Lors de ce tournoi, le Tauro FC a tenté de conserver son titre de champion du Panama face aux neuf meilleurs clubs panaméens.
La saison était divisée en deux tournois, l'Apertura et le Clausura, le Deportivo Árabe Unido ayant remporté les deux tournois, il a été sacré champion sans disputer la finale du championnat.
Lors de chaque tournoi, chacun des dix clubs participant était confronté deux fois aux neuf autres équipes. Puis les quatre meilleurs s'affrontaient lors d'une phase finale à la fin du tournoi.
Seulement deux places étaient qualificatives pour la Copa Interclubes UNCAF.

## Les 10 clubs participants
| \| Panama City : Alianza FC Chorrillo FC CD Plaza Amador Tauro FC Panama City Deportivo Árabe Unido Colón River FC Panama City Deportivo Árabe Unido Colón River FC CD Pan de Azúcar Panama City San Francisco FC Sporting Cocle Panama City Atlético Veragüense \| Localisation des clubs engagés dans le championnat. |
| Panama City : Alianza FC Chorrillo FC CD Plaza Amador Tauro FC Panama City Deportivo Árabe Unido Colón River FC Panama City Deportivo Árabe Unido Colón River FC CD Pan de Azúcar Panama City San Francisco FC Sporting Cocle Panama City Atlético Veragüense                                                           |

| Club                     | Stade                        | Capacité          | Ville                |
| Alianza FC               | Stade Camping Resort         | 1 500             | Panama City          |
| Deportivo Árabe Unido    | Stade Armando Dely Valdes    | 4 000             | Colón                |
| Chorrillo FC             | Stade Municipal de Balboa    | 2 000             | Panama City          |
| Colón River FC (en)      | Stade Armando Dely Valdes    | 4 000             | Colón                |
| CD Pan de Azúcar (en)    | Stade Javier Cruz            | 2 500             | San Miguelito        |
| CD Plaza Amador          | Stade Municipal de Balboa    | 2 000             | Panama City          |
| San Francisco FC         | Stade Agustín Sánchez        | 3 040             | La Chorrera          |
| Sporting Cocle           | Stade Municipal de Ciruelito | Capacité inconnue | Penonomé             |
| Tauro FC                 | Camp Giancarlo Gronchi       | Capacité inconnue | Panama City          |
| Atlético Veragüense (en) | Stade Áristocles Castillo    | 700               | Santiago de Veraguas |

## Tournoi Apertura
Le tournoi Apertura  se déroule de la façon suivante, en deux phases :
- La phase de qualification : les dix-huit journées de championnat.
- La phase finale : les matchs aller-retour allant des demi-finales à la finale.

### Phase de qualification
Lors de la phase de qualification les dix équipes affrontent à deux reprises les neuf autres équipes selon un calendrier tiré aléatoirement.
Les quatre meilleures équipes sont qualifiées pour les demi-finales.
Le classement est établi sur le barème de points classique (victoire à 3 points, match nul à 1, défaite à 0).
Le départage final se fait selon les critères suivants :
- Le nombre de points.
- Le nombre de points particulier.
- La différence de buts particulière.
- La différence de buts générale.
- Le nombre de buts marqué.

#### Classement
| Rang | Équipe                    | Pts | J  | G  | N | P  | Bp | Bc | Diff |
| ---- | ------------------------- | --- | -- | -- | - | -- | -- | -- | ---- |
| 1    | Deportivo Árabe Unido     | 43  | 18 | 14 | 1 | 3  | 31 | 16 | +15  |
| 2    | Tauro FC (T)              | 33  | 18 | 10 | 3 | 5  | 25 | 11 | +14  |
| 3    | CD Plaza Amador           | 33  | 18 | 10 | 3 | 5  | 25 | 15 | +10  |
| 4    | Chorrillo FC              | 32  | 18 | 8  | 8 | 2  | 26 | 12 | +14  |
| 5    | San Francisco FC          | 32  | 18 | 9  | 5 | 4  | 22 | 14 | +8   |
| 6    | Atlético Veragüense (en)  | 25  | 18 | 7  | 4 | 7  | 23 | 16 | +7   |
| 7    | Sporting Cocle            | 21  | 18 | 5  | 6 | 7  | 21 | 25 | -4   |
| 8    | Alianza FC                | 14  | 18 | 3  | 5 | 10 | 10 | 24 | -14  |
| 9    | River Plate FC (en) (P)   | 10  | 18 | 2  | 4 | 12 | 20 | 39 | -19  |
| 10   | CD Pan de Azúcar (en) (P) | 6   | 18 | 1  | 3 | 14 | 10 | 41 | -31  |

| Légende : Qualifications et relégations | Légende : Qualifications et relégations             |
| --------------------------------------- | --------------------------------------------------- |
|                                         | Qualifié pour les demi-finales                      |
|                                         | (T) : Tenant du titre (P) : Promu de la saison 2003 |

#### Matchs
| Résultats (▼dom., ►ext.)                                   | Ali | Ára | Ver | Riv | Cho | Pan | Pla | San | Spo | Tau |
| Alianza FC                                                 |     | 0-1 | 0-5 | 1-2 | 0-0 | 1-0 | 0-0 | 0-1 | 1-1 | 1-0 |
| Deportivo Árabe Unido                                      | 1-0 |     | 1-0 | 3-1 | 0-3 | 6-0 | 1-0 | 2-1 | 1-1 | 3-2 |
| Atlético Veragüense (en)                                   | 3-0 | 1-3 |     | 3-1 | 0-0 | 3-0 | 1-0 | 0-0 | 1-0 | 0-1 |
| River Plate FC (en)                                        | 0-1 | 1-3 | 2-2 |     | 1-2 | 2-0 | 2-3 | 0-1 | 1-1 | 0-1 |
| Chorrillo FC                                               | 1-1 | 1-2 | 1-2 | 4-0 |     | 1-0 | 1-0 | 3-3 | 1-0 | 1-1 |
| CD Pan de Azúcar (en)                                      | 1-1 | 1-2 | 1-1 | 3-3 | 0-3 |     | 2-1 | 0-1 | 0-1 | 1-3 |
| CD Plaza Amador                                            | 3-2 | 2-0 | 1-0 | 4-1 | 1-1 | 2-0 |     | 1-0 | 2-1 | 0-0 |
| San Francisco FC                                           | 2-0 | 2-0 | 2-1 | 2-0 | 1-1 | 1-0 | 0-1 |     | 2-2 | 0-1 |
| Sporting Cocle                                             | 1-0 | 0-1 | 1-0 | 3-3 | 0-2 | 3-1 | 3-2 | 2-2 |     | 1-2 |
| Tauro FC                                                   | 2-1 | 0-1 | 2-0 | 2-0 | 0-0 | 6-0 | 0-2 | 0-1 | 3-0 |     |
| - Victoire à domicile - Match nul - Victoire à l'extérieur |     |     |     |     |     |     |     |     |     |     |

#### La phase finale
Les quatre équipes qualifiées sont réparties dans le tableau final d'après leur classement général.
En cas d'égalité sur la somme des deux matchs, c'est l'équipe ayant marqué le plus de buts à extérieur qui l'emporte puis une prolongation et une séance de tirs au but ont éventuellement lieu. Lors de la finale, si les deux équipes n'arrivent pas à se départager un deuxième match est organisé.

##### Tableau
|  | 1/2 finale            | 1/2 finale            | 1/2 finale      | 1/2 finale | 1/2 finale | 1/2 finale            |                       |     | Finale | Finale | Finale | Finale | Finale |  |
|  |                       |                       |                 |            |            |                       |                       |     |        |        |        |        |        |  |
|  |                       |                       |                 |            |            |                       |                       |     |        |        |        |        |        |  |
|  |                       |                       |                 |            |            |                       |                       |     |        |        |        |        |        |  |
|  | Deportivo Árabe Unido | Deportivo Árabe Unido | (1)             | 1          | 2          |                       |                       |     |        |        |        |        |        |  |
|  | Deportivo Árabe Unido | Deportivo Árabe Unido | (1)             | 1          | 2          |                       |                       |     |        |        |        |        |        |  |
|  | Chorrillo FC          | Chorrillo FC          | (4)             | 0          | 0          |                       |                       |     |        |        |        |        |        |  |
|  | Chorrillo FC          | Chorrillo FC          | (4)             | 0          | 0          | Deportivo Árabe Unido | Deportivo Árabe Unido | (1) | 1      |        |        |        |        |  |
|  |                       |                       |                 |            |            |                       | Deportivo Árabe Unido | (1) | 1      |        |        |        |        |  |
|  |                       | CD Plaza Amador       | CD Plaza Amador | (3)        | 0          |                       |                       |     |        |        |        |        |        |  |
|  | Tauro FC              | Tauro FC              | CD Plaza Amador | (3)        | 0          | (2)                   | 1                     | 1   |        |        |        |        |        |  |
|  | Tauro FC              | Tauro FC              |                 |            |            | (2)                   | 1                     | 1   |        |        |        |        |        |  |
|  | CD Plaza Amador       | CD Plaza Amador       | (3)             | 3          | 0          |                       |                       |     |        |        |        |        |        |  |
|  | CD Plaza Amador       | CD Plaza Amador       | (3)             | 3          | 0          |                       |                       |     |        |        |        |        |        |  |

##### Demi-finales
| Club                  | Aller | Retour | Club            | Commentaire |
| Deportivo Árabe Unido | 1-0   | 2-0    | Chorrillo FC    |             |
| Tauro FC              | 1-3   | 1-0    | CD Plaza Amador |             |

##### Finale
| 23 mai 2004 | Deportivo Árabe Unido | 1:2 | CD Plaza Amador | Stade Rommel Fernández |  |
|             | Amilcar Henriquez     |     | (Pen)           |                        |  |

## Tournoi Clausura
Le tournoi Clausura se déroule de la même façon que le tournoi saisonnier précédent, en deux phases :
- La phase de qualification : les dix-huit journées de championnat.
- La phase finale : les matchs aller-retour allant des demi-finales à la finale.

### Phase de qualification
Lors de la phase de qualification les dix équipes affrontent à deux reprises les neuf autres équipes selon un calendrier tiré aléatoirement.
Les quatre meilleures équipes sont qualifiées pour les demi-finales.
Le classement est établi sur le barème de points classique (victoire à 3 points, match nul à 1, défaite à 0).
Le départage final se fait selon les critères suivants :
- Le nombre de points.
- Le nombre de points particulier.
- La différence de buts particulière.
- La différence de buts générale.
- Le nombre de buts marqué.

#### Classement
| Rang | Équipe                    | Pts | J  | G  | N | P  | Bp | Bc | Diff |
| ---- | ------------------------- | --- | -- | -- | - | -- | -- | -- | ---- |
| 1    | Deportivo Árabe Unido     | 40  | 18 | 12 | 4 | 2  | 32 | 14 | +18  |
| 2    | Tauro FC (T)              | 36  | 18 | 11 | 3 | 4  | 36 | 11 | +25  |
| 3    | San Francisco FC          | 35  | 18 | 11 | 2 | 5  | 38 | 17 | +21  |
| 4    | Chorrillo FC              | 35  | 18 | 11 | 2 | 5  | 32 | 19 | +13  |
| 5    | CD Plaza Amador           | 29  | 17 | 8  | 5 | 4  | 34 | 18 | +16  |
| 6    | Alianza FC                | 28  | 18 | 9  | 1 | 8  | 28 | 29 | -1   |
| 7    | Colón River FC (en) (P)   | 18  | 18 | 5  | 3 | 10 | 21 | 39 | -18  |
| 8    | Sporting Cocle            | 15  | 18 | 4  | 3 | 11 | 21 | 35 | -14  |
| 9    | Atlético Veragüense (en)  | 12  | 17 | 3  | 3 | 11 | 15 | 36 | -21  |
| 10   | CD Pan de Azúcar (en) (P) | 4   | 18 | 0  | 4 | 14 | 12 | 51 | -39  |

| Légende : Qualifications et relégations | Légende : Qualifications et relégations             |
| --------------------------------------- | --------------------------------------------------- |
|                                         | Qualifié pour les demi-finales                      |
|                                         | (T) : Tenant du titre (P) : Promu de la saison 2003 |

#### Matchs
| Résultats (▼dom., ►ext.)                                   | Ali | Ára | Ver | Col | Cho | Pan | Pla | San | Spo | Tau |
| Alianza FC                                                 |     | 0-1 | 2-2 | 3-0 | 1-0 | 2-1 | 0-4 | 0-3 | 4-1 | 2-1 |
| Deportivo Árabe Unido                                      | 2-0 |     | 3-0 | 2-1 | 1-5 | 2-0 | 2-1 | 1-0 | 3-0 | 4-1 |
| Atlético Veragüense (en)                                   | 1-3 | 0-2 |     | 0-2 | 1-2 | 2-0 | 0-6 | 1-2 | 2-1 | 1-0 |
| Colón River FC (en)                                        | 0-2 | 1-1 | 1-1 |     | 2-1 | 5-1 | 3-6 | 0-5 | 2-1 | 0-5 |
| Chorrillo FC                                               | 1-0 | 0-0 | 2-0 | 2-0 |     | 1-0 | 1-0 | 2-2 | 2-1 | 1-0 |
| CD Pan de Azúcar (en)                                      | 3-4 | 1-3 | 1-1 | 1-1 | 0-6 |     | 1-1 | 1-2 | 1-5 | 0-0 |
| CD Plaza Amador                                            | 3-1 | 1-1 |     | 2-1 | 4-1 | 4-1 |     | 1-0 | 1-1 | 0-0 |
| San Francisco FC                                           | 3-2 | 1-1 | 4-1 | 3-0 | 1-3 | 3-0 | 3-0 |     | 3-0 | 0-2 |
| Sporting Cocle                                             | 1-2 | 1-3 | 2-0 | 2-1 | 2-3 | 2-0 | 0-0 | 0-3 |     | 1-5 |
| Tauro FC                                                   | 2-0 | 1-0 | 3-2 | 3-0 | 2-0 | 7-0 | 2-0 | 2-0 | 0-0 |     |
| - Victoire à domicile - Match nul - Victoire à l'extérieur |     |     |     |     |     |     |     |     |     |     |

#### La phase finale
Les quatre équipes qualifiées sont réparties dans le tableau final d'après leur classement général.
En cas d'égalité sur la somme des deux matchs, c'est l'équipe ayant marqué le plus de buts à extérieur qui l'emporte puis une prolongation et une séance de tirs au but ont éventuellement lieu. Lors de la finale, si les deux équipes n'arrivent pas à se départager un deuxième match est organisé.

##### Tableau
|  | 1/2 finale            | 1/2 finale            | 1/2 finale       | 1/2 finale | 1/2 finale | 1/2 finale            |                       |     | Finale | Finale | Finale | Finale | Finale |  |
|  |                       |                       |                  |            |            |                       |                       |     |        |        |        |        |        |  |
|  |                       |                       |                  |            |            |                       |                       |     |        |        |        |        |        |  |
|  |                       |                       |                  |            |            |                       |                       |     |        |        |        |        |        |  |
|  | Deportivo Árabe Unido | Deportivo Árabe Unido | (1)              | 1          | 3          |                       |                       |     |        |        |        |        |        |  |
|  | Deportivo Árabe Unido | Deportivo Árabe Unido | (1)              | 1          | 3          |                       |                       |     |        |        |        |        |        |  |
|  | Chorrillo FC          | Chorrillo FC          | (4)              | 0          | 3          |                       |                       |     |        |        |        |        |        |  |
|  | Chorrillo FC          | Chorrillo FC          | (4)              | 0          | 3          | Deportivo Árabe Unido | Deportivo Árabe Unido | (1) | 1      | 5      |        |        |        |  |
|  |                       |                       |                  |            |            |                       | Deportivo Árabe Unido | (1) | 1      | 5      |        |        |        |  |
|  |                       | San Francisco FC      | San Francisco FC | (3)        | 1          | 3                     |                       |     |        |        |        |        |        |  |
|  | Tauro FC              | Tauro FC              | San Francisco FC | (3)        | 1          | 3                     | (2)                   | 1   | 0      |        |        |        |        |  |
|  | Tauro FC              | Tauro FC              |                  |            |            |                       | (2)                   | 1   | 0      |        |        |        |        |  |
|  | San Francisco FC      | San Francisco FC      | (3)              | 1          | 1          |                       |                       |     |        |        |        |        |        |  |
|  | San Francisco FC      | San Francisco FC      | (3)              | 1          | 1          |                       |                       |     |        |        |        |        |        |  |

##### Demi-finales
| Club                  | Aller | Retour | Club             | Commentaire |
| Deportivo Árabe Unido | 1-0   | 3-3    | Chorrillo FC     |             |
| Tauro FC              | 1-1   | 0-1    | San Francisco FC |             |

##### Finale
| 31 octobre 2004 | San Francisco FC | 1:1 | Deportivo Árabe Unido | Stade Agustín Sánchez |  |
|                 | Jose Luis Garces |     | Orlando Rodríguez     |                       |  |

| Match rejoué    | Deportivo Árabe Unido                                                                       | 5:3 | San Francisco FC                                          | Stade Armando Dely Valdes |  |
| 7 novembre 2004 | Amilcar Henriquez · Orlando Rodríguez · Orlando Rodríguez · Alberto Cerezo · Alberto Cerezo |     | Omar Hidalgo · Omar Hidalgo · Victor Rene Mendieta Junior |                           |  |

## Classement cumulatif
| Rang | Équipe                    | Pts | J  | G  | N  | P  | Bp | Bc | Diff |
| ---- | ------------------------- | --- | -- | -- | -- | -- | -- | -- | ---- |
| 1    | Deportivo Árabe Unido (C) | 83  | 36 | 26 | 5  | 5  | 63 | 30 | +33  |
| 2    | Tauro FC                  | 69  | 36 | 21 | 6  | 9  | 61 | 22 | +39  |
| 3    | San Francisco FC          | 67  | 36 | 20 | 7  | 9  | 60 | 31 | +29  |
| 4    | Chorrillo FC              | 67  | 36 | 19 | 10 | 7  | 58 | 31 | +27  |
| 5    | CD Plaza Amador (A)       | 62  | 35 | 18 | 8  | 9  | 59 | 33 | +26  |
| 6    | Alianza FC                | 42  | 36 | 12 | 6  | 18 | 38 | 53 | -15  |
| 7    | Atlético Veragüense (en)  | 37  | 35 | 10 | 7  | 18 | 38 | 52 | -14  |
| 8    | Sporting Cocle            | 36  | 36 | 9  | 9  | 18 | 42 | 60 | -18  |
| 9    | Colón River FC (en) (P)   | 28  | 36 | 7  | 7  | 22 | 41 | 78 | -37  |
| 10   | CD Pan de Azúcar (en) (P) | 10  | 36 | 1  | 7  | 28 | 22 | 92 | -70  |

| Légende : Qualifications et relégations | Légende : Qualifications et relégations                                    |
| --------------------------------------- | -------------------------------------------------------------------------- |
|                                         | Copa Interclubes UNCAF 2005 (en) (1er Tour)                                |
|                                         | Relégué en Primera A                                                       |
|                                         | (C) : Vainqueur des deux tournois de l'année (P) : Promu de la saison 2003 |

## La "Grand Final"
```
Deportivo Árabe Unido
 2-2/1-1 Global 3-3 (5-6)  
CD Plaza Amador
 ayant remporté les deux tournois de la saison, il n'y a pas eu de "Grand Final" organisée.
```

## Bilan du tournoi
| Tableau d'Honneur        |                       |
| Compétition              | Vainqueur             |
| Championnat ANAPROF 2004 | Deportivo Árabe Unido |

| Qualifications continentales 2005-2006 |                                        |
| Copa Interclubes UNCAF                 | Qualifiés                              |
| Premier tour (en)                      | Deportivo Árabe Unido San Francisco FC |

| Promotions et relégations |                       |
| Relégué en Primera A      | CD Pan de Azúcar (en) |
| Promu de Primera A        | Atlético Chiriquí     |